# همایش بین‌المللی بشردوستانه باکو
همایش بین‌المللی بشردوستانه باکو (ترکی آذربایجانی: Bakı Beynəlxalq Humanitar Forumu) رویدادی می‌باشد، که از سال ۲۰۱۱ برای انجام گفتگوهای مبسوطه، تبادل نظر، مذاکرات و رایزنی‌هایی در مورد مسائل جهانی در جمهوری آذربایجان برگزار می‌گردد.

## اطلاعات عمومی
همایش بین‌المللی بشردوستانهٔ باکو، بر اساس دستور صادر شده در اولین همایش روسیه- آذربایجان برای همکاری در زمینه بشردوستانه که به ابتکار مشترک‌الهام علی اف و دمیتری مدودف رئسای جمهور آذربایجان و روسیه در ماه ژانویه سال ۲۰۱۰، در باکو برگزار شده‌است، راه تأسیس گردیده‌است.
هدف از تأسیس این همایش این است که، بستری نظری و تجربی در راستای تبادل نظری و تجربی دانش و مذاکرات سازنده به وجود بیاید. نتایج همایش در توصیه‌ها و مراجعه‌های ارسالی به سازمان‌های بین‌المللی، کشورهای جهان و افراد جداگانه ابلاغ می‌گردد. مسئلهٔ مهم برای برگزار کنندگان و حضار همایش، برندگان جایزه نوبل در رشته‌های علوم طبیعی، اجتماعی و انسانی و نیز نخبگان فرهنگی جهان این است که، راهکارهای بشردوستانهٔ جدیدی با هدف بررسی در سطح جهانی شکل بگیرند. سران فعلی و اسبق کشورهای جهان و مؤسسان شرکت‌های فراملی نیز از جمله شرکت کنندگان همایش می‌باشند.

## سنت‌های همایش
- برگزاری این همایش دو سالی یک بار در شهر باکو، پایتخت جمهوری آذربایجان تحقق پیدا می‌کند.
- دعوتنامه‌ها شخصاً به تمام شرکت کنندگان ارسال می‌گردد.
- زبان‌های رسمی همایش، زبان‌های آذربایجانی، روسی و انگلیسی تلقی می‌گردند.
- همایش مذکور از سوی رسانه‌ها به‌طور گسترده پوشش داده می‌شود.

## اولین انجمن بین‌المللی انسان دوستانه باکو
اولین انجمن بین‌المللی انسان دوستانه باکو از ۱۰ الی ۱۱ اکتبر سال ۲۰۱۱ با شعر «قرن ۲۱: امیدها و فراخوان‌ها» با مشارکت نمایندگان بالغ بر ۲۰ کشور جهان برگزار گشت.
در این همایش گردهمایی‌هایی در رابطه با ۷ موضوع به عمل آمد که، به شرح ذیل است:
- چند فرهنگی: دست‌آوردها و چالش‌ها
- تکنولوژی مدرن که جهان را دگرگون ساخته‌است
- همگرایی علوم
- زیست‌فناوری و مشکلات اصول اخلاق
- جنبه‌های انسان‌دوستانه مدل اقتصادی توسعه
- روزنامه‌نگاری اجتماعی و فناوری‌های پیشرفته
- سیستم‌های ارزش‌های سنتی در فرهنگ پست مدرن

## دومین همایش بین‌المللی انسان دوستانه باکو
دومین همایش بین‌المللی انسان دوستانه باکو با نمایندگی ۶۹۴ نفر از ۷۴ کشور و ۱۰ سازمان بین‌المللی معروف در ۴ تا ۵ اکتبر سال ۲۰۱۲ برگزار گردید. از جمله حاضرین در این همایش می‌توان به ۲ رئیس‌جمهوری اسبق، ۱۳ نفر برنده جایزه نوبل، ۵ پروفسور افتخاری متنفذ جهان و ۶۳ رجل اجتماعی و سیاسی برجسته اشاره نمود.
در گردهمایی‌هایی تشکیل شده در حاشیه این همایش به موضوعات زیر پرداخته شد:
- چند فرهنگی و خودآگاهی فرهنگی
- چند فرهنگی در سبک زندگی جامعه
- رویکردهای روش شناختی جدید به فرایند جهانی شدن در قرن بیست و یکم
- فناوری‌های همگرا و کانتورهای آینده
- تکنولوژی‌هایی که بینش‌ها را نسبت به پزشکی مدرن و زیست‌شناسی مولکولی متحول نموده‌اند
- جنبه‌های بشردوستانه توسعه اقتصادی
- رسانه‌های گروهی مدرن و چالش‌های جدید
- سیستم ارزش‌های سنتی در فرهنگ پسامدرن

## سومین همایش بین‌المللی انسان دوستانه باکو
سومین همایش بین‌المللی انسان دوستانه باکو با حضور ۸۰۰ نماینده از ۷۰ کشور و ۵ سازمان بین‌المللی سرشناس، در ۳۱ اکتبر سال ۲۰۱۳، در مرکز فرهنگی حیدر علیف باکو شروع به کار خود کرد. ۷ نفر از آن افراد برجسته رئسای جمهور سابق، ۱۳ نفر برنده جایزه نوبل، ۷ نفر دکتر افتخاری متنفذ جهان، ۱۰۷ نفر نیز رجل اجتماعی و سیاسی برجسته بودند.
نشست‌هایی در موضوعات زیر در این همایش برپا شد.
- همگرایی فناوری‌ها و کانتورهای آینده: فراخوان‌های اصلی قرن بیست و یکم
- جنبه‌های انسان دوستانه توسعه اقتصادی
- نوآوری‌های علمی و انتقال آنها به محیط آموزشی
- چند فرهنگی و آزادی: در جستجوی وفاق ارزشی در جامعه
- خودآگاهی ملی در دوره پسامدرن
- توسعه پایدار و تمدن زیست اکولوژیکی
- زیست‌شناسی مولکولی و دستاوردهای بیوتکنولوژی: از نظریه به تجربه
- مسائل مهم رسانه‌ها در فضای جهانی شده اطلاعات

## چهارمین همایش بین‌المللی انسان دوستانه باکو
در چهارمین همایش بین‌المللی انسان دوستانه باکو که، در ۲ الی ۳ اکتبر سال ۲۰۱۴ برگزار شد، ۵۰۰ شرکت کننده به نیابت از ۶۳ کشور ۴ سازمان بین‌المللی معتبر حضور یافتند. می‌توان از آنها از ۴ رئیس‌جمهوری سابق، ۱۴ برنده جایزه نوبل و ۴۱ رجل اجتماعی و سیاسی سرشناس اسم برد.
در این همایش در مورد موضوعات زیرین تبادل نظر شد:
- مطالعات تطبیقی چند فرهنگی: از تئوری به تجربه انسانی
- تغییر شکل رسانه‌ها در دوران مدرن: گرایش‌های نوین پیشرفت
- نقش ادغام بین زیرموضوعات در توسعه نوآورانه
- توسعه پایدار و تمدن اکولوژیکی
- فراخوان‌های جهانی شدن: در میان سنن و تغییرات شکل
- بشردوستی به عنوان ارزش اصلی دوره پسامدرن
- زیست‌شناسی مولکولی و بیوتکنولوژی در قرن بیست و یکم: نظریه، عمل و چشم‌اندازها
- همگرایی فناوری‌ها و کانتورهای آینده: فراخوان‌های اصلی قرن بیست و یکم

## پنجمین همایش بین‌المللی انسان دوستانه باکو
پنجمین همایش بین‌المللی انسان دوستانه باکو با حضور بیش از ۴۰۰ نماینده از قریب به ۸۰ کشور جهان و همچنین ۱۵ برنده جایزه نوبل در ۲۹ سپتامبر سال ۲۰۱۶ در مرکز فرهنگی حیدر علیف باکو آغاز به کار نمود.
در این دوره از همایش در مورد موضوعاتی رایزنی‌ها و تبادل نظر شد که، به شرح زیر است:
- مدلهای مختلف چند فرهنگ‌گرایی: از تئوری به سوی عمل
- حفاظت از سرمایهٔ انسانی به عنوان پایهٔ توسعهٔ پایدار در شرایط نقل مکان‌های انبوه انسان‌ها
- تطابق خبرنگاری به عصر اطلاعات و نقش آن در تضمین گفتگو بین تمدن‌ها
- توسعه پایدار و تمدن اکولوژیکی
- مسائلی در رابطه با آموزش و پرورش کارکنان در عرصه‌های زیست‌شناسی مولکولی، بیوفیزیک، بیوتکنولوژی و پزشکی مدرن: مشکلات نوآوری و اخلاقی
- همگرایی فناوری‌ها و پیش‌بینی‌هایی راجع به آینده: چالش‌های عمده قرن بیست و یکم